# Carmen Miranda
Carmen Miranda GCIH OMC  (phát âm tiếng Bồ Đào Nha: [ˈkaɾmẽȷ̃ miˈɾɐ̃dɐ]; Maria sinh ra là Carmo Miranda da Cunha; 9 tháng 2 năm 1909 – 5 tháng 8 năm 1955), là một ca sĩ samba người Brasil gốc Bồ Đào Nha. Ngoài ra bà còn là còn là vũ công, nữ diễn viên sân khấu và ngôi sao điện ảnh nổi tiếng từ thập niên 1930 đến thập niên 1950. Biệt danh là "Bom tấn Brasil",   Miranda được chú ý nhờ trang phục với mũ trái cây đặc trưng mà cô mặc trong các bộ phim Mỹ. Khi còn trẻ, cô đã thiết kế mũ trong một cửa hàng trước khi thực hiện những bản thu âm đầu tiên của mình với nhà soạn nhạc Josué de Barros vào năm 1929. Bản thu âm "Taí (Pra você Gostar de Mim)" năm 1930 của Miranda, được viết bởi Joubert de Carvalho, đã đưa cô đến ngôi sao ở Brasil với tư cách là người diễn dịch điệu nhảy đầu tiên của samba.
Trong những năm 1930, Miranda đã biểu diễn trên đài phát thanh Brasil và xuất hiện trong năm chanchadas của Brasil, các bộ phim ca ngợi âm nhạc, khiêu vũ và văn hóa lễ hội của đất nước Brasil. Xin chào, xin chào Brasil! và xin chào, xin chào, lễ hội! thể hiện tinh thần của những bộ phim Miranda đầu tiên này. Vở nhạc kịch Banana da Terra năm 1939 (do Ruy Costa đạo diễn) đã mang đến cho thế giới hình ảnh "Baiana" của Miranda, lấy cảm hứng từ những người Brasil gốc Phi đến từ bang phía đông bắc của Bahia.
Năm 1939, nhà sản xuất Broadway Lee Shubert đã đề nghị Miranda ký hợp đồng tám tuần để biểu diễn trong The Streets of Paris sau khi gặp cô tại Cassino da Urca ở Rio de Janeiro. Năm tiếp theo, cô đã thực hiện bộ phim Hollywood đầu tiên của mình, Down Argentine Way với Don Ameche và Betty Grable, và quần áo kỳ lạ và giọng Latin của cô đã trở thành thương hiệu của cô. Năm đó, cô được bầu chọn là nhân vật nổi tiếng thứ ba tại Hoa Kỳ; cô và nhóm của mình, Bando da Lua, được mời hát và nhảy cho Tổng thống Franklin D. Roosevelt. Năm 1943, Miranda đóng vai chính trong The Gang's All Here của Busby Berkeley , được chú ý nhờ những con số âm nhạc với những chiếc mũ trái cây đã trở thành thương hiệu. Đến năm 1945, Miranda là người phụ nữ được trả lương cao nhất ở Hoa Kỳ.
Miranda đã thực hiện 14 bộ phim Hollywood từ năm 1940 đến 1953. Mặc dù cô được ca ngợi là một nghệ sĩ tài năng, sự nổi tiếng của cô đã suy yếu vào cuối Thế chiến II. Miranda bực bội với hình ảnh "Vỏ bom Brasil" rập khuôn mà cô đã trau dồi và cố gắng giải thoát bản thân với thành công hạn chế. Cô tập trung vào sự xuất hiện của hộp đêm và trở thành một nhân vật trong các chương trình truyền hình. Mặc dù bị rập khuôn, các buổi biểu diễn của Miranda đã phổ biến âm nhạc Brasil và tăng nhận thức cộng đồng về văn hóa Latin. Năm 1941, cô là ngôi sao Mỹ Latinh đầu tiên được mời để lại dấu tay và dấu chân của mình trong sân của Nhà hát Trung Quốc Grauman, và là người Nam Mỹ đầu tiên được vinh danh với một ngôi sao trên Đại lộ Danh vọng Hollywood. Miranda được coi là tiền thân của phong trào văn hóa nhiệt đới thập niên 1960 của Brasil. Một bảo tàng được xây dựng ở Rio de Janeiro để vinh danh Miranda, và vào năm 1995, cô là chủ đề của bộ phim tài liệu Carmen Miranda: Chuối là doanh nghiệp của tôi.